# 布魯克林的納善先生
《布魯克林的納善先生》（英語：The Brooklyn Follies）是由保羅·奧斯特（Paul Auster）所著的一本小說，於2005年發行，台灣中文版亦在2006年由天下文化出版，李永平所譯。

## 書本編目介紹
布魯克林的纳善先生/保羅‧奧斯特(Paul Auster)著；李永平譯—第一版—台北市；天下遠見，2006

譯自：The Brooklyn Follies

ISBN 978-986-417-783-7